# Кырнэцень
Кырнэцень, Кырнацены (рум. Cîrnățeni) — село в Каушанском районе Молдавии. Относится к сёлам, не образующим коммуну.

## География
Село расположено на высоте 42 метра над уровнем моря.

## Население
По данным переписи населения 2004 года, в селе Кырнэцень проживает 2834 человека (1402 мужчины, 1432 женщины).
Этнический состав села:
| Национальность | Число жителей | Процентный состав |
| -------------- | ------------- | ----------------- |
| молдаване      | 2774          | 97,88             |
| русские        | 21            | 0,74              |
| румыны         | 19            | 0,67              |
| украинцы       | 14            | 0,49              |
| болгары        | 3             | 0,11              |
| гагаузы        | 2             | 0,07              |
| прочие         | 1             | 0,04              |
| Всего          | 2834          | 100 %             |